# Tour de Francia 1949
El 36.º Tour de Francia se disputó entre el 30 de junio y el 24 de julio de 1949 con un recorrido de 4808 km. dividido en 21 etapas.
Participaron 120 ciclistas repartidos en 13 equipos con distinto número de componentes, de los que solo llegaron a París 55 ciclistas; destaca en esta faceta el equipo nacional de Italia, que logró finalizar la prueba con todos sus integrantes.
En esta edición, parte del recorrido se realizó por primera vez sobre territorio español al finalizar la 9.ª etapa en San Sebastián.
Bartali a mitad de puerto un espectador le tira una botella de cristal la cual impacta en su cara. A consecuencia del impacto cae al suelo conmocionado tras unos minutos se levanta coge su bicicleta y reanuda la carrera
El vencedor cubrió la prueba a una velocidad media de 32,121 km/h.

## Equipos participantes
| Dorsales | Cod. | Equipo       |
| -------- | ---- | ------------ |
| 1-12     | ITA  | \|Italia     |
| 13-24    | BEL  | Bélgica      |
| 25-36    | FRA  | Francia      |
| 37-42    | CHE  | Suiza        |
| 43-48    | LUX  | Luxemburgo   |
| 49-54    | NLD  | Países Bajos |
| 55-60    | ESP  | España       |

| Dorsales | Cod. | Equipo            |
| -------- | ---- | ----------------- |
| 61-66    | CAD  | Cadetes Italianos |
| 67-72    | AIG  | Águilas belgas    |
| 73-84    | IDF  | Île-de-France     |
| 85-96    | NOF  | Nord Ovest        |
| 97-108   | CSO  | Centro Sud-Ovest  |
| 109-120  | SES  | Sud Est           |

## Etapas
| Etapa | Fecha     | Recorrido                         | Distancia (km) | Ganador             | Líder             |
| ----- | --------- | --------------------------------- | -------------- | ------------------- | ----------------- |
| 1.ª   | 30 de jun | París - Reims                     | 182            | Marcel Dussault     | Marcel Dussault   |
| 2.ª   | 1 de jul  | Reims - Bruselas                  | 273            | Roger Lambrecht     | Roger Lambrecht   |
| 3.ª   | 2 de jul  | Bruselas - Boulogne-sur-Mer       | 211            | Norbert Callens     | Norbert Callens   |
| 4ª    | 3 de jul  | Boulogne-sur-Mer - Ruan           | 185            | Lucien Teisseire    | Jacques Marinelli |
| 5.ª   | 4 de jul  | Ruan - Saint-Malo                 | 293            | Ferdi Kubler        | Jacques Marinelli |
| 6.ª   | 5 de jul  | Saint-Malo - Les Sables d'Olonne  | 305            | Adolphe Deledda     | Jacques Marinelli |
| 7.ª   | 7 de jul  | Les Sables d'Olonne - La Rochelle | 92(CR)         | Fausto Coppi        | Bernard Gauthier  |
| 8.ª   | 8 de jul  | La Rochelle - Burdeos             | 262            | Guy Lapébie         | Jacques Marinelli |
| 9.ª   | 9 de jul  | Burdeos - San Sebastián           | 228            | Louis Caput         | Jacques Marinelli |
| 10.ª  | 10 de jul | San Sebastián - Pau               | 192            | Fiorenzo Magni      | Fiorenzo Magni    |
| 11.ª  | 12 de jul | Pau - Luchon                      | 193            | Jean Robic          | Fiorenzo Magni    |
| 12.ª  | 13 de jul | Luchon - Toulouse                 | 134            | Rik Van Steenbergen | Fiorenzo Magni    |
| 13.ª  | 14 de jul | Toulouse - Nimes                  | 289            | Emile Idée          | Fiorenzo Magni    |
| 14.ª  | 15 de jul | Nimes - Marsella                  | 199            | Jean Goldschmit     | Fiorenzo Magni    |
| 15.ª  | 16 de jul | Marsella - Cannes                 | 215            | Désiré Keteleer     | Fiorenzo Magni    |
| 16.ª  | 18 de jul | Cannes - Briançon                 | 275            | Gino Bartali        | Gino Bartali      |
| 17.ª  | 19 de jul | Briançon - Aosta                  | 257            | Fausto Coppi        | Fausto Coppi      |
| 18.ª  | 21 de jul | Aosta - Lausana                   | 265            | Vincenzo Rossello   | Fausto Coppi      |
| 19.ª  | 22 de jul | Lausana - Colmar                  | 283            | Raphaël Géminiani   | Fausto Coppi      |
| 20.ª  | 23 de jul | Colmar - Nancy                    | 137 (CR)       | Fausto Coppi        | Fausto Coppi      |
| 21.ª  | 24 de jul | Nancy - París                     | 340            | Rik Van Steenbergen | Fausto Coppi      |

CR = Contrarreloj individual

## Clasificaciones

### Clasificación general
| Clasificación general |                   |                   |                   |
| Ciclista              | Ciclista          | Equipo            | Tiempo            |
| --------------------- | ----------------- | ----------------- | ----------------- |
| 1.º                   | Fausto Coppi      | Italia            | 149 h 40 min 49 s |
| 2.º                   | Gino Bartali      | Italia            | + 10 min 55 s     |
| 3.º                   | Jacques Marinelli | Île-de-France     | + 25 min 13 s     |
| 4.º                   | Jean Robic        | Ouest-Nord        | + 34 min 28 s     |
| 5.º                   | Marcel Dupont     | Águilas belgas    | + 38 min 59 s     |
| 6.º                   | Fiorenzo Magni    | Cadetes Italianos | + 42 min 10 s     |
| 7.º                   | Stan Ockers       | Bélgica           | + 44 min 35 s     |
| 8.º                   | Jean Goldschmit   | Luxemburgo        | + 47 min 24 s     |
| 9.º                   | Apo Lazaridès     | Francia           | + 52 min 28 s     |
| 10.º                  | Pierre Cogan      | Ouest-Nord        | + 1 h 08 min 55 s |

### Clasificación de la montaña
| Clasificación de la montaña |                  |            |        |
| Ciclista                    | Ciclista         | Equipo     | Puntos |
| --------------------------- | ---------------- | ---------- | ------ |
| 1.º                         | Fausto Coppi     | Italia     | 81     |
| 2.º                         | Gino Bartali     | Italia     | 68     |
| 3.º                         | Jean Robic       | Ouest-Nord | 62     |
| 4.º                         | Apo Lazaridès    | Francia    | 47     |
| 5.º                         | Lucien Lazaridès | Francia    | 29     |

### Clasificación por equipos
| Clasificación por equipos |                  |                   |
| Equipo                    | Equipo           | Tiempo            |
| ------------------------- | ---------------- | ----------------- |
| 1.º                       | Italia           | 450 h 35 min 23 s |
| 2.º                       | Ouest-Nord       | + 2 h 10 min 21 s |
| 3.º                       | Luxemburgo       | + 2 h 18 min 16 s |
| 4.º                       | Francia          | + 2 h 33 min 08 s |
| 5.º                       | Île-de-France    | + 2 h 41 min 36 s |
| 6.º                       | Bélgica          | + 3 h 00 min 13 s |
| 7.º                       | Águilas belgas   | + 3 h 21 min 25 s |
| 8.º                       | Sud-est          | + 5 h 49 min 25 s |
| 9.º                       | Centre-Sud ouest | + 8 h 15 min 30 s |